# Owen Roizman
Owen Roizman (født 22. september 1936, død 6. januar 2023) var en amerikansk filmfotograf. Han modtog fem Oscar-nomineringer for bedste fotografering for filmene The French Connection (1971), The Exorcist (1973), Network (1976), Tootsie (1982) og Wyatt Earp (1994). Han tjente i bestyrelsen for Academy of Motion Picture Arts and Sciences og var præsident for American Society of Cinematographers.